# Metal Gear Solid V: Ground Zeroes
Metal Gear Solid V: Ground Zeroes je akční stealth adventura z roku 2014, kterou vyvinula a vydala společnost Konami. Jedná se o osmou hru ze série Metal Gear, kterou režíroval, napsal a navrhl Hideo Kodžima, a slouží jako prolog ke hře Metal Gear Solid V: The Phantom Pain, vydané následující rok po Ground Zeroes. 

## Příběh
Příběh se odehrává v roce 1975, několik měsíců po událostech hry Metal Gear Solid: Peace Walker, a sleduje Snakea, který se infiltruje do amerického střediska na Kubě zvaného Camp Omega a snaží se zachránit agentku Cipher Paz Ortega Andrade a bývalého sandinistického dětského vojáka Ricarda "Chico" Valenciano Libre.

## Hratelnost
Metal Gear Solid V: Ground Zeroes oproti svým předchůdcům nabízí hráčům nové metody plížení a procházení, stejně jako možnost volby pořadí, v jakém se příběhové události odehrávají, a to výběrem misí v libovolném pořadí.
Hra byla původně vyvíjena jako mise pro Metal Gear Solid V: The Phantom Pain, ale prodloužená doba vývoje vedla k tomu, že Kojima specifickou část hry oddělil do samostatného produktu, aby hráči mohli získat předčasný přístup k Metal Gear Solid V.

## Vydání a ohlasy
Hra Metal Gear Solid V: Ground Zeroes vyšla v březnu 2014 pro PlayStation 3, PlayStation 4, Xbox 360 a Xbox One a v prosinci téhož roku pro Windows. Přijetí kritikou bylo vesměs pozitivní, chváleny byly herní mechanismy a grafika, zatímco většina kritiky se týkala její krátké délky. Hra se setkala s určitou kontroverzí kvůli zpracování tematiky sexuálního násilí. Do dubna 2014 se jí prodalo 1 milion kusů.

### Další vydání
V říjnu 2016 vyšel balíček Metal Gear Solid V: The Definitive Experience, který obsahuje Metal Gear Solid V: Ground Zeroes i Metal Gear Solid V: The Phantom Pain a veškerý dodatečný obsah pro obě hry.